# Puzanovia
Puzanovia es un género de peces de la familia Zoarcidae en el orden de los Perciformes.

## Especies
- Puzanovia rubra  Fedorov, 1975
- Puzanovia virgata  Fedorov, 1982.[1]